# Szőnyi Pál (pedagógus)
Szőnyi Pál (Debrecen, 1808. április 22. – Budapest, 1878. június 17.) pedagógus, tanügyi író, ásványgyűjtő, Tisza Lajos (1798–1856) császári és királyi kamarás, Bihar vármegye alispánja, majd főispáni helytartója gyermekeinek nevelője; királyi tanácsos, az MTA levelező tagja, 1851-től 1858-ig a Királyi Magyar Természettudományi Társulat elnöke.

## Életpálya
Debrecenben a Református Kollégiumban tanult és azt kitűnő eredménnyel végezte el. Iskolai évei alatt Debrecen két híres tudósa, Fazekas Mihály és Diószegi Sámuel az ifjút pártfogásuk alá vette, növénytani kirándulásaikra magukkal vitték, és önművelődésre buzdították. Fazekas rábeszélte, hogy sajátítsa el a német nyelvet, ezt megfogadva Szőnyi a Szepességbe ment. Debrecenben mint osztálytanító először vezette be a magyar tannyelvet.

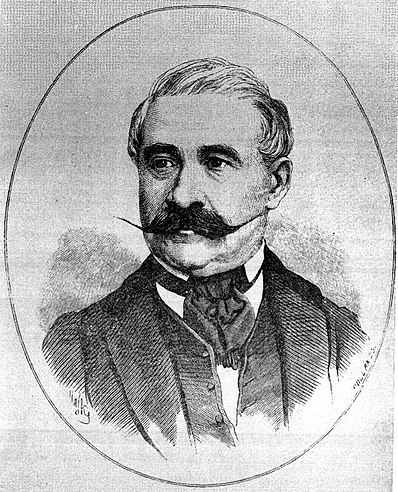
Portréja (1878)

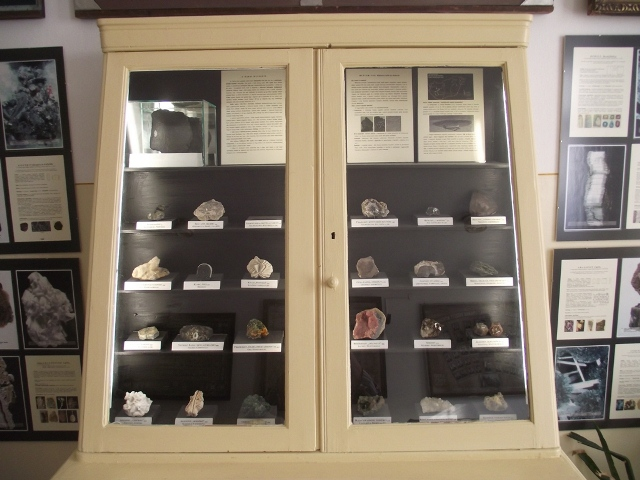
A Szőnyi Pál Ásványgyűjtemény kiállítási vitrinje

Idősebb Tisza Lajos császári és királyi kamarás, Bihar vármegye alispánjának figyelmét magára vonta, aki fiainak nevelőjéül szemelte ki és saját költségén külföldi egyetemekre küldte, további kiképezése végett. A Berlinben töltött két tanév és közben a szünidőkben Nyugat-Európa, Franciaország és Anglia beutazása után, 1839-től a Tisza családhoz költözött, ahol ifjabb Tisza László, Kálmán és Lajosnak tíz esztendeig volt nevelője.
1848-ban báró Eötvös József, mint első vallás- és közoktatási miniszter, Szőnyit tanácsosnak hívta meg minisztériumába. A forradalom leverése után visszaszorult a közélből. 1851-ben Pesten megalapította magán fiú-nevelőintézetét (ebből lett 1859-ben a budapesti református gimnázium), mely az elnyomatás és elnémetesítés korában, évről évre erősödött, és a magyar főrangú- és középbirtokos családok tagjainak gyűjtőhelye volt. A legjobb tanerőket és első rangú tudományos tekintélyeket (Csengery Antal, Gyulai Pál, Weninger Vince, Gönczy Pál) egyesítette maga körül. Nemzeti szellem, szigorú rend és fegyelem párosult itt a tudományos iránnyal. Hazájának 2200 ifjat nevelt.
Királyi Magyar Természettudományi Társulatnak 10 éven át volt az elnöke, a Magyar Tudományos Akadémia 1846. december 18-án választotta meg levelező tagjául, nem sokkal később király is kitüntette, és ráruházta a királyi tanácsos címet.
1878. június 17-én halt meg Budapesten. Végrendeletében megemlékezett a Magyar Tudományos Akadémiáról, a Királyi Magyar Természettudományi Társulatról, a református hitközségről és számos iskoláról. Nagybecsű ásványgyűjteményét, amely több tízezer darabból állt, és amelyért a szerb kormány 25 ezer forintot ajánlott fel, hogy megszerezze a belgrádi múzeum számára, a Debreceni Református Kollégiumra hagyta, mint annak egykori hálás növendéke. A gyűjtemény, adományozójának nevét felvéve a Szőnyi Pál Ásványgyűjtemény néven a gimnázium ásványgyűjteményének nagy részét képezi. Ma már államilag is szigorúan védett ásványgyűjteményét.
Egyik munkája, Alaktan magyar szülék, nevelők és tanítók számára Budán és Pesten 1846/7. években jelent meg két kötetben, és elnyerte a Marczibányi-féle 50 aranyból álló pályadíjat.

## Művei
- Örömversek, Debrecen 1832
- Alaktan, magyar szülék, nevelők és tanítók számára, Pest-Buda 1846-1847 (I-II. kötet)
- A Pesten felállítandó protestáns preparandia terve, Buda 1846